# Fighting
Fighting – piąty studyjny album irlandzkiej grupy Thin Lizzy. Został wydany 12 września 1975 roku przez wytwórnię płytową Mercury Records.
Płyta została wydana z różnymi okładkami w różnych częściach świata. Producentem krążka jest Phil Lynott, wokalista i basista zespołu. Materiał zarejestrowano w maju 1975 roku w Londynie. Całość trwa 37 minut i 56 sekund. Na krążku znajduje się 10 utworów łączących w sobie elementy rocka, hard rocka, popu, folku oraz bluesa. Album został pozytywnie oceniony. Świadczy o tym m.in. nota 4,5/5 od AllMusic. Otwierająca album piosenka "Rosalie" jest coverem Boba Segera. Utwór był również singlem promującym album.

## Lista utworów
| 1.  | "Rosalie" (Seger)                             | 3:11  |
|     |                                               |       |
| 2.  | "For Those Who Love to Live" (Downey, Lynott) | 3:08  |
|     |                                               |       |
| 3.  | "Suicide" (Lynott)                            | 5:12  |
|     |                                               |       |
| 4.  | "Wild One" (Lynott)                           | 4:18  |
|     |                                               |       |
| 5.  | "Fighting My Way Back" (Lynott)               | 3:12  |
|     |                                               |       |
| 6.  | "King's Vengeance" (Gorham, Lynott)           | 4:08  |
|     |                                               |       |
| 7.  | "Spirit Slips Away" (Lynott)                  | 4:35  |
|     |                                               |       |
| 8.  | "Silver Dollar" (Robertson)                   | 3:26  |
|     |                                               |       |
| 9.  | "Freedom Song" (Gorham, Lynott)               | 3:32  |
|     |                                               |       |
| 10. | "Ballad of a Hard Man" (Gorham)               | 3:14  |
|     |                                               |       |
|     |                                               | 37:56 |
|     |                                               |       |

## Twórcy
- Brian Downey – perkusja
- Scott Gorham – gitara
- Phil Lynott – wokal, bass, gitara akustyczna w "Wild One" oraz produkcja
- Brian Robertson – gitara i wokal wspomagający
- Roger Chapman (z zespołu Family) – wokal wspomagający w "Rosalie"
- Ian McLagan (z zespołu The Faces) – pianino w "Silver Dollar"